# وسيلة داري
وسيلة داري ممثلة تونسية، ولدت عام 1962. اتجهت بعد دراستها للآداب إلى مجال التكوين المسرحي في المسرح الوطني بتونس.

## أعمالها

### المسرحية
- يا بحر قلي
- دنس
- صورة عائلية

### السينمائية
- دار جواد
- عصافير المدينة
- حفار القبور
- شارع تانيت
- نادية وسارة (2004)
- الدواحة (2009)

## روابط خارجية
- وسيلة داري على موقع IMDb (الإنجليزية)
- وسيلة داري على موقع قاعدة بيانات الأفلام العربية
- وسيلة داري على موقع ألو سيني (الفرنسية)
- وسيلة داري على موقع قاعدة بيانات الفيلم (الإنجليزية)